# Первая выставка ленинградских художников
Первая выставка ленинградских художников, открытая 24 апреля 1935 года в Русском музее, стала крупнейшим событием в жизни ЛОССХ за три года его существования.

## Организация
Подготовку Первой выставки ленинградских художников совместно осуществляли ЛОССХ и Советский отдел Государственного Русского музея. В Комиссию по организации выставки под председательством секретаря Ленсовета И. Каспарова вошли 20 человек, среди них крупнейшие ленинградские художники и скульпторы Заслуженные деятели искусств РСФСР К. С. Петров-Водкин, И. И. Бродский, М. Г. Манизер, А. А. Рылов, художники А. Н. Самохвалов, Н. Э. Радлов, М. И. Авилов, Н. И. Дормидонтов, И. Г. Дроздов и другие.
В экспозиционную группу вошли научные сотрудники ГРМ И. В. Гинзбург, Г. М. Преснов, Э. Я. Волохонская, О. Г. Саватеева, художники М. И. Авилов, Г. Н. Бибиков, А. А. Браиловский, П. Д. Бучкин, В. В. Воинов, И. Г. Дроздов, А. Ф. Пахомов, А. Н. Самохвалов, Н. В. Томский, С. Б. Юдовин и другие.

## Участники
В выставке участвовали 282 художника. Среди них М. И. Авилов, П. И. Басманов, В. Ф. Богатырёв, И. И. Бродский, П. Д. Бучкин, Ю. А. Васнецов, Г. С. Верейский, Л. И. Гагарина, А. Д. Зайцев, В. В. Исаева, Б. М. Каплянский, Е. А. Кибрик, В. М. Конашевич, Н. И. Костров, Е. С. Кругликова, А. А. Лепорская, В. В. Лишев, К. С. Малевич, М. Г. Манизер, А. Т. Матвеев, Д. И. Митрохин, В. Орешников, В. В. Пакулин, А. Ф. Пахомов, К. С. Петров-Водкин, В. Н. Прошкин, А. А. Рылов, Н. А. Тырса, Р. Френц, Е. М. Чепцов, П. А. Шиллинговский и многие другие выдающиеся мастера живописи, графики, скульптуры, декоративно-прикладного искусства. По мнению В. А. Ушаковой, все эти мастера в своём творчестве «прежде всего опирались на лучшие традиции русской реалистической школы, которую впоследствии стали называть ленинградской».

## Произведения

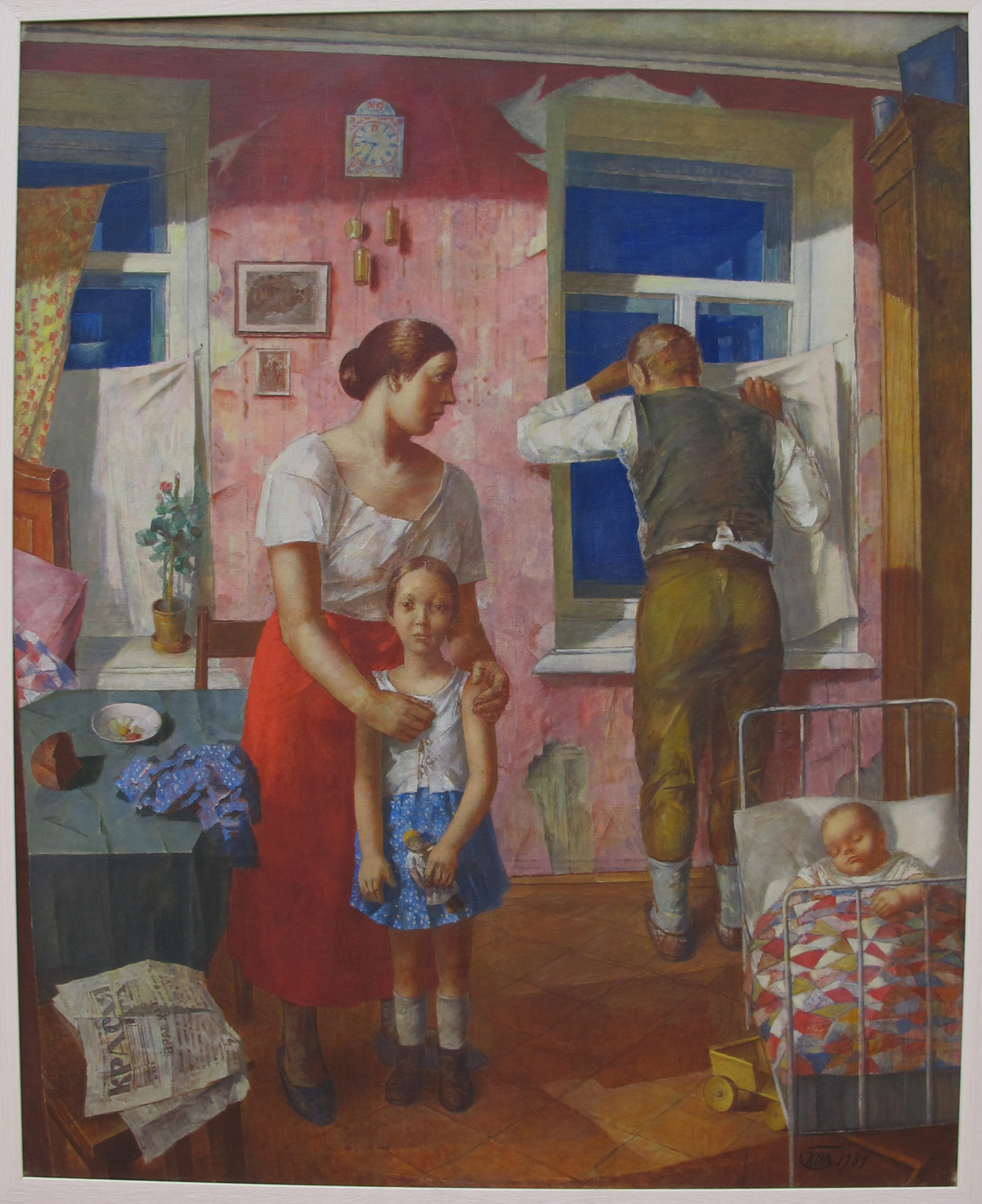
К. С. Петров-Водкин. 1919 год. Тревога. 1934. ГРМ

Экспонировалось 1079 произведений всех жанров и видов изобразительного искусства, созданных художниками за последние три года. Среди них такие известные работы, как «Девушка в футболке» А. Н. Самохвалова, «Весна», «Тревога» К. С. Петрова-Водкина, «Девушка, выжимающая волосы» А. Т. Матвеева, «Автопортрет» К. С. Малевича, «Стратостат Осавиахим-I» Г. Н. Бибикова, «Демонстрация на проспекте 25 Октября» И. И. Бродского, «Портрет в красном» Н. А. Тырсы, «Портрет художницы Шишмарёвой» В. В. Лебедева, «АНТ-20 Максим Горький» В. В. Купцова и ряд других.
Жанровая живопись была представлена на выставке картинами «На манёврах», «Физкультура в Красной Армии» М. И. Авилова, «В ЦПКО на Кировских островах» Г. М. Бобровского, «Молотьба в колхозе» Е. М. Чепцова, «Комсомол на заводе имени И. Сталина» С. А. Чугунова, «Демонстрация у моста лейтенанта Шмидта» А. И. Заколодина, «После купания» А. Ф. Пахомова, «Юные животноводы» К. И. Рудакова и другими.
Впервые на выставке широко была представлена тема спорта и физкультуры, в том числе в работах «Водный спорт» В. П. Белкина, «Баскетбольный матч женских команд 1-й и 3-й сборных в Ленинграде, ЦПКО» Г. И. Ланге, «Парашютизм» В. Н. Попова, «Бега на ленинградском ипподроме» В. И. Курдова, «На стадионе» А. Н. Самохвалова, «Футбольный матч. СССР — Турция», «Дискометатель товарищ Архипов, Динамо» Н. И. Дормидонтова, «Лыжники» А. И. Жаба и другими.
Портретная живопись была представлена на выставке работами «Председатель колхоза товарищ Олимпиев» Л. И. Вольштейна, «Портрет сенегалки» М. Ф. Вербова, «Балерина Вечеслова в балете „Пламя Парижа“ Н. К. Шведе—Радловой, „Автопортрет“ К. С. Малевича, серией „Девушки метростроя“ А. Н. Самохвалова, „Портрет Л.“ Н. А. Тырсы, „Председатель сельсовета Даша Прохорова“ С. И. Дымшиц-Толстой, „Портрет Дмитриевой“ Н. Э. Радлова, „Портрет писателя К. Федина“ К. С. Петрова-Водкина, „Две девочки“ А. Ф. Пахомова, „Кузнец товарищ Яковлев“ В. И. Малагиса, „Портрет народного артиста П. З. Андреева“ П. Д. Бучкина и другими.
Историко—революционная тема была представлена на выставке работами „Рабочие Невской заставы идут в центр города 9 января 1905 года“ А. А. Громова, „Маёвка в 1891 году“ Е. М. Чепцова, „Оборона Петрограда от Юденича“ В. А. Серова, „Штурм Кронштадта“ Р. Френца, „Спартаковское восстание в 1918 году“ В. Л. Анисовича, „Принятие декрета о создании рабоче-крестьянской Красной Армии“ А. И. Савинова и другими.
Пейзаж был представлен на выставке работами „Лес“ В. Д. Авласа, „Деревенский пейзаж“ Г. А. Арямнова, „В преддверии Арктики“ Н. Е. Бубликова, „Сиверская плотина“ Д. Е. Загоскина, „Зима“ С. А. Власова, „Курская магнитная аномалия“ О. Д. Жудиной, „Мурманское побережье“ Н. И. Кострова, „Пейзаж“ В. В. Кремера, „Коровы на пастбище“ В. В. Пакулина, „Гидросамолёт над озером в Карелии“ Б. И. Цветкова, „Пейзаж с дирижаблем“ А. Н. Самохвалова, „В порту. Краны“ В. В. Сукова, „Пейзаж Армении“ М. А. Асламазян и другими. Тема Ленинграда была представлена в работах „Нева“ А. Е. Карева, „Тучков мост зимой“ А. С. Ведерникова, „На Каменном острове“ А. И. Волгушева, „Нева. Туман“ В. А. Гринберга, „Ленинградский порт. Ледокол проводит караван судов“ И. Г. Дроздова и другими.

## Критика

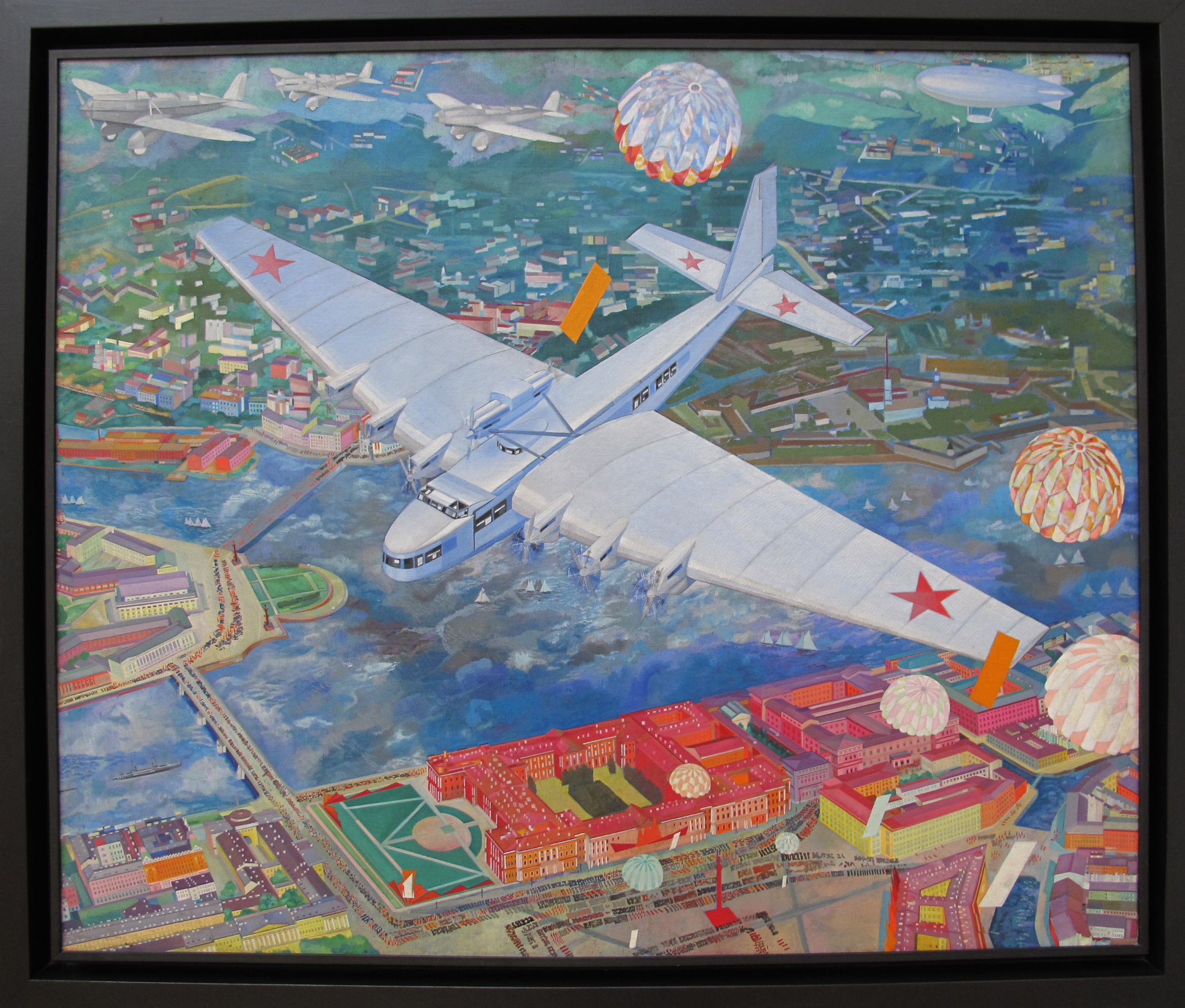
В. В. Купцов. АНТ-20 Максим Горький. 1934. ГРМ

Во вступительной статье старшего научного сотрудника Русского музея И. В. Гинзбург к каталогу выставки отмечается, что выставка показала „ленинградский изо-фронт во всём его творческом разнообразии“, его истоки и искания, „начиная от многочисленных остатков русского академизма и импрессионизма или не менее частого подчинения постимпрессионистской французской культуре и кончая опытами создания монументального искусства скульптуры и фрески и заметным ростом реалистического портрета и пейзажа“.
Известный искусствовед В. А. Ушакова в обзорной статье 2003 года „Прошлое и настоящее Ленинградского — Санкт-Петербургского Союза художников“ называет Первую выставку ленинградских художников 1935 года программной для молодого объединения ЛОССХ. И там же отмечает явленную выставкой следующую особенность ленинградского искусства: „Подчас очень не схожие друг с другом по эстетическим воззрениям и стилю, художники сохраняли некоторую внутреннюю общность и принципиальное единство, позволяющее в целом говорить о своеобразном явлении художественной культуры, связанной традиционной преемственностью.“
По мнению другого известного историка ленинградского искусства А. Г. Раскина, изложенному им в 1999 году в статье „Связь времён“, основные участники Первой выставки ленинградских художников 1935 года „стали новой единой творческой организацией. Именно в этот момент возникли связи с традициями петербургской школы, которые передаются подобно эстафете из рук в руки и высвечивают многое в будущем развитии русского искусства. Тем более, что почти все участники этой знаменательной экспозиции стали наставниками в искусстве молодого поколения“. Там же А. Г. Раскин называет участников Первой выставки ленинградских художников 1935 года „отцами-основателями“ ЛОССХ, чьи произведения составили один из вечных пластов отечественного искусства».